# Die Antwoord
A Die Antwoord (kiejtve: [di'ɑnt.ʋoːrt], magyarul: A válasz) egy dél-afrikai rap-rave együttes, akik 2008-ban Fokvárosban alakultak.
Az együttes tagjai Ninja és Yolandi Visser, zenéiket God (korábban DJ Hi-Tek) készíti. Megjelenésük tükrözi a zef ellenkultúrát és Roger Ballen munkáit.
A zenekar az első albumát $O$ (2009) néven tették közzé online, melyet bárki ingyen letölthetett és "Enter the Ninja" számuk nemzetközi figyelmet kapott. Rövid Interscope Records-szal töltött idő után megalapították saját kiadójukat 2011-ben Zef Recordz néven, ahol kiadták a második albumukat, a Ten$Ion-t (2012) és a Donker Mag-ot (2014). Az együttes negyedik albuma, Mount Ninji and da Nice Time Kid 2016-ban jelent meg. 2017 szeptemberében a zenekar kiadja ötödik stúdió albumát, The Book of Zef néven. 2022-ben Ninja és Yolandi fogadott fia, Gabriel "Tokkie" du Preez és nővére, Meisie, rossz bánásmóddal, szexuális zaklatással és rabszolgasággal vádolta meg őket egy Youtube-on közzétett videójában.[forrás?]

## Háttér és stílus
A Die Antwoord frontembere Ninja, hosszú ideig tagja volt egy dél-afrikai hiphop formátumnak, amely The Original Evergreen, MaxNormal.TV és The Constructus Corporation néven működött. Debütáló albumuk, az $O$, korábbi munkájukhoz kapcsolódik, nevezetesen a Good Morning South Africa-hoz. Az albumon néhány dal újrakevert vagy egy az egyben lemásolt változata a Good Morning South Africa lemezről, mint a "Rap Rave Megamix" (ahol először pillanthatjuk meg Jones Ninja karakterét), amiből a későbbi "Zef Side" video készült és ez után a "Beat Boy". Ninja a Rolling Stones magazinnak elmondta: "Minden, ami a Die Antwoord előtt csináltam, kísérletezés, próbálkozás volt ahhoz, hogy megtaláljam a Die Antwoordot... Minden ez előtt felejthető. Minden mehet a kukába."

A Die Antwoord-re az újságírók és a kritikusok is felfigyeltek, főként Amerikában és gyakran teszik fel azt a kérdést, hogy megnyilvánulásuk csak vicc vagy ugratás? Mikor megkérdezik tőlük, hogy csak színészkednek-e, Ninja válasza mindig ez: "Ninja olyan nekem... hogy is mondjam... mint Superman, Clark Kent-nek. A különbség az, hogy én soha nem veszem le ezt a kicseszett Superman jelmezt." Munkájukat "ál-dokumentumnak" és "eltúlzott kísérletezésnek" írják le. Ninja a Spin magazinnak elmondta:  
"Az emberek öntudatlanok, és neked kell használnod a művészeted, mint egy sokkolót, hogy felébreszd őket. Néhány ember már túl messzire ment. Ők csak azt kérdezgetik: 'Ez a valóság? Valódi ez?', ez 'béna'. Ezt a szót használjuk rájuk dél-Afrikában, 'béna'. Olyan, mint a barom. 'Ez a valóság?'. Újszerűnek kell lenni és haladni a korral. Példaképnek és útmutatónak kell lenned a többi ember számára, hogy elűzd az unalmukat."
A Die Antwoord ismert a különös kultúrájáról és a rajongók által készített művekről. Néhány klipjükben megjelenik az elismert fotográfus, Roger Ballen munkája is.

### Zef
A Die Antwoord zenei és képi világa, magába foglalj a zef kultúra elemeit, ami úgy írható le, hogy modern és vacak, divatja múlt, eldobott kulturális elemeket tartalmaz. Yo-Landi azt mondta: "Olyan, mintha az emberek arannyal és szarral tuningolnák az autójukat. A zef az, amikor csóró vagy, de divatos. Szegény vagy, de szexi és van stílusod." A dalszövegeiket afrikaans nyelven, xhosza nyelven és angolul adják elő.

## Történet

### 2008–2010: Formáció és a debütáló$O$album
A Die Antwoordot 2008-ban alapították. A név jelentése afrikaansul 'A válasz'. Debütáló albumukat, az $O$-t ingyenesen elérhetővé tették hivatalos weboldalukon. Az albumon közreműködő előadók között van Garlic Brown (mint Knoffel Bruin), Scallywag, Isaac Mutant, Jack Parow és Jaak Paarl (mint Jaak). Az album borítóját Clayton James Cubitt fotográfus készítette. 2009-ben egy dél-afrikai rendező Rob Malpage vette fel az első klipjüket az "Enter the Ninja" videóhoz. A klipben közreműködik a fokvárosi művész és DJ, Leon Botha. A video 9 hónappal később elérte a milliós nézőszámot, arra ösztönözve a zenekart, hogy weblapjukat átköltöztessék egy amerikai szerverre, így kezelhessék a megnövekedett adatforgalmat. Kislemezüket, az "Evil Boy"-t, az amerikai producer Diplo közreműködésével készítették (aki M.I.A. "Paper Planes" számában is segített), és meghívott énekesként Wanga (xhosza-i rapper) énekelt az anyanyelvén. A videó 2013. augusztusára elérte a 20 milliós nézőszámot.
A sikeres klipeknek köszönhetően a Die Antwoord aláírt egy lemezszerződést az Interscope Records-szal. 2010 áprilisában először léptek fel nemzetközi színpadon a Coachella Music Festival-on, 40000 ember előtt, majd turnéra indultak, hogy népszerűsítsék új albumukat az $O$-t. Röviddel ezután, 2011-ben csatlakoztak a Big Day Out turnéhoz, amivel eljutottak Új-Zélandra és Ausztráliába, ahol M.I.A.-val egymás után léptek fel teltházas koncerteken. 2010 végén a Die Antwoord megnyerte a Myspace 2010. Legjobb Zenei Videójának járó díjat az "Enter the Ninja" klippel.

### 2010–2013:Ten$ionés a lemezkiadó vita
2011 novemberében a csapat elhagyta az Interscope kiadót egy vitás helyzet miatt, és a következő albumuk kiadására koncentráltak. Vi$$er azt nyilatkozta, azért bontották fel a szerződést, mert az Interscope "állandóan azt hajtogatta, hogy általánosabbnak kell lennünk", hogy pénzt csináljunk. "Ha mindig olyan dalokat akarnál csinálni, amit mások szeretnek, akkor a bandád mindig szar lenne. Mindig azt csináld, amit szeretsz. Ha sikerül, az egy csoda, és ez történt a Die Antwoordal is."
Megalapították a saját független lemezkiadójukat, a Zef Recordz-ot, és kiadták az új albumukat Ten$Ion néven. A megjelenést a Good Smile Company (japán cég, aki Die Antwoord játékokat is gyárt) és a Downtown Records segítette, hogy a reklám és a lemez világszerte elérhető legyen. A Ten$Ion album tartalmazott négy olyan számot, amelyből kislemez született: "Fok Julle Naaiers", "I Fink U Freeky", "Baby's On Fire" és a "Fatty Boom Boom"-ot. A Ten$Ion segített a bandának rivaldafénybe kerülni világszerte, meghívást kaptak egy amerikai talk showba és szerepeltek egy Alexander Wang reklámban is, bár az album átlagos és gyenge fogadtatást kapott sok kritikustól. A Ten$Ion után egy, az albumaikon nem szereplő számot adott ki, "XP€N$IV $H1T" néven.

### 2014:Donker Magés további turnék
Az "XP€N$IV $H1T" kiadása után egy rövid turnéra indultak Európába júniustól, júliusig. Röviddel a turné kezdete után, közzétettek egy részletet következő kislemezükről klip formájában, ami a "Cookie Thumper" nevet viseli. A kislemez kiadása körül az együttes közzétette a harmadik albumuk címét, a Donker Mag-ot, ami 2014. június 3-án jelent meg. Közben 2014. május 20-án a második klip is elkészült az albumról, "Pitbull Terrier" néven.

### 2015–2016: Kislemez kiadás és aMount Ninji and da Nice Time Kid
2015 februárjában, a Die Antwoord bejelentette, hogy elkezdtek dolgozni egy új hanganyagon a Cypress Hill DJ Muggs-zával. 2016 elején Ninja bejelentette, hogy új albumuk címe We Have Candy (Van cukorkánk) lesz, de nem említette a megjelenés dátumát. 2016 május 19-én a duo kiadott egy mixalbumot Suck on This (Cuppanj rá) néven a SoundCloudon. Az album tartalmaz DJ Muggs, God (DJ Hi-Tek) és The Black Goat feldolgozásokat. A lejátszási lista tartalmazza, az előzőleg megjelent "Dazed and Confused" és "Bum Bum", valamint a "Gucci Coochie" számokat, Dita Von Teese együttműködésével. A szám bemutatóvideója 2016 május 18-án jelent meg. A mixalbum továbbá tartalmaz számokat az együttes korábbi dalaiból, mint a "I Fink You Freaky", "Fok Julle Naaiers" és a "Pitbull Terrier". 2016. július 22-én bejelentették, hogy az új stúdióalbum címe Mount Ninji and da Nice Time Kid lesz, valamint a megjelenési dátuma 2016. szeptember 16.

### 2017–napjainkig: The House of Zef
2017 elején a Die Antwoord a közösségi médián keresztül bejelentette, hogy kiadják utolsó albumukat, The Book of Zef címen 2017 szeptemberében, és rögtön ezután feloszlanak. Az első kislemezüket erről az albumról "Love Drug" címen adták ki, május 5-én.
2019. május 3-án a Die Antwoord kiadta második kislemezét "DntTakeMe4aPoes ft. G-BOY' címmel a közelgő albumról. A második videóklip ugyan azon a napon jelent meg, amiben látható a következő album címe The House of Zef, amint néhány amatőr dél-Afrikai rapper is felbukkan.

## Média szereplések
Egy, az Exclaim! magazinnak adott interjúban megemlítették, hogy öt albumot terveznek. Ninja nyilatkozta: "Minden album között kidobunk egy videót, egy beharangozót... van is egy, amin dolgozunk és következő évre várható, a címe 'A válasz' (The Answer). A Die Antwoord történetét fogja tartalmazni, hogy hogyan is kezdtük, de a mi szemszögünkből."
Készítettek egy rövid filmet a "Wat Kyk Jy?" dalukról (afrikaansul "Te meg mit nézel?") egy amerikai rendezővel Harmony Korine-nal. A kis filmet az SXSW mutatta be, Umshini Wam címen (utalva a zulu sirató énekre az Ushini wami-ra). Megjelennek szőrös jelmezekben, tolókocsikban, forgatási szünetekben és tartalmaz néhány zef szlenget is. A video online megtekinthető. 
2012-ben szerepeltek Alexander Wang T kollekciójának reklámában.
2014-ben bejelentették, hogy a Die Antwoord szerepet kapott a Neill Blomkamp által rendezett Chappie filmben. Egy interjún Ninja elmondta: "Neill a kedvenc rendezőnk, szóval mikor megkért minket, hogy szerepeljünk a filmben, teljesen megőrültünk." A filmben a Die Antwoord tagjai önmagukat játsszák, mint két gengsztert, akik a szülő figurát alakítják, és megtanítják Chappienek, hogy legyen ő is gengszter.

## Munka más művészekkel
Az "Enter The Ninja" kliphez Roger Ballen fotográfus segített elkészíteni a designt. Ballen segéd rendező volt az "I Fink U Freeky" klipben is. A fokvárosi Erdmann Kortárs Fényképészeti Galéria kiállított néhány Ballen művet a videóból.
A Bitter Comix szerkesztője Anton Kannemeyer kiadott néhány Die Antwoord művet 2011-ben. Úgy jellemezte a "Doos Dronk" dalt, hogy "ha valaha lenne a Bitter Comix-nak himnusza, ez lenne az." 
2013-ban Lady Gaga megkérte az együttest, hogy szerepeljenek a "Born This Way" turné megnyitóján. 
2014-ben a duó feldolgozta az Aphex Twin "Ageispolis" számát az "Ugly Boy" kislemezükön. 

## Művészeti inspiráció videóklipjeikben
A Ten$Ion videójában bemutatott karakterek hasonlítottak Jane Alexander, "The Butcher Boys" karaktereire. A szerzői jogokra hivatkozva a videót törölték.
Anton Kannemeyer munkája a Black Gynecologist (Fekete nőgyógyász) szolgált inspirációként a "Fatty Boom Boom" videóklipben, ahol Lady Gaga-ból egy "űr csótányt" távolítanak el. 

## Diszkográfia

### Nagylemezek
| Cím                                                                    | Lemez adatai | Helyezés  | Helyezés  | Helyezés  | Helyezés  | Helyezés  | Helyezés  | Helyezés  | Helyezés  | Helyezés  | Helyezés  | Helyezés  | Helyezés  | Helyezés  |
| Cím                                                                    | Lemez adatai | AUS       | BEL (FL)  | BEL (WA)  | CAN       | GER       | ITA       | NL        | NZ        | SWI       | US        | US Dance  | US Indie  | US Rap    |
| ---------------------------------------------------------------------- | --- | --------- | --------- | --------- | --------- | --------- | --------- | --------- | --------- | --------- | --------- | --------- | --------- | --------- |
| $O$                                                                    | - Kiadás dátuma: 2009, 2010. október 12. (újra-kiadás) - Kiadó: saját kiadás, Cherrytree, Interscope (újra-kiadás) - Formátum: MP3, CD, digitálisan letölthető (újra-kiadás) | 53        | 67        | —         | —         | —         | —         | —         | —         | —         | 109       | 4         | —         | 14        |
| Ten$Ion                                                                | - Kiadás dátuma: 2012. január 29. - Kiadó: Zef - Formátum: CD, LP, digitálisan letölthető                                                                                    | 38        | 40        | 156       | —         | —         | —         | 87        | —         | 100       | 143       | 8         | 20        | 12        |
| Donker Mag                                                             | - Kiadás dátuma: 2014. június 3. - Kiadó: Zef, Kobalt - Formátum: CD, digitálisan letölthető                                                                                 | 11        | 26        | 53        | 15        | 95        | —         | 49        | 32        | 71        | 37        | 1         | 4         | 5         |
| Mount Ninji and da Nice Time Kid                                       | - Released: 16 September 2016 - Label: Zef - Format: CD, LP, Digital Download.                                                                                               | 9         | 3         | 14        | 16        | 25        | 53        | 40        | —         | 14        | 34        | 1         | 2         | —         |
| HOUSE OF ZEF                                                           | - Kiadás dátuma: 2020. márc. 16. - ZEF Records | Hamarosan | Hamarosan | Hamarosan | Hamarosan | Hamarosan | Hamarosan | Hamarosan | Hamarosan | Hamarosan | Hamarosan | Hamarosan | Hamarosan | Hamarosan |
| "—" a felvétel nem került listára vagy adott területen nem jelent meg. | |           |           |           |           |           |           |           |           |           |           |           |           |           |

### Középlemezek
| Cím                                                                    | Lemez adatai                                                                                             | Helyezés |
| Cím                                                                    | Lemez adatai                                                                                             | US Dance |
| ---------------------------------------------------------------------- | --- | -------- |
| 5                                                                      | - Kiadás dátuma: 2010. július 27. - Kiadó: Cherrytree, Interscope - Formátum: CD, digitálisan letölthető | 19       |
| Ekstra                                                                 | - Kiadás dátuma: 2010. október 12. - Kiadó: Interscope - Formátum: digitálisan letölthető                | —        |
| Mount Ninji and da Nice Time Kid                                       | - Kiadás: 2016. május 19 - Kiadó: ZEF Records                                                            |          |
| "—" a felvétel nem került listára vagy adott területen nem jelent meg. | |          |

### Kislemezek
| Cím                                                              | Év   | Helyezés | Helyezés | Helyezés | Helyezés     | Lemez                            |
| Cím                                                              | Év   | AUT      | UK       | FR       | US Danc/Elec | Lemez                            |
| ---------------------------------------------------------------- | ---- | -------- | -------- | -------- | ------------ | -------------------------------- |
| "Wat Pomp"                                                       | 2009 | —        | —        | —        | —            | $O$                              |
| "Beat Boy"                                                       | 2009 | —        | —        | —        | —            | $O$                              |
| "Enter the Ninja"                                                | 2010 | 45       | 37       | —        | —            | 5                                |
| "Fish Paste"                                                     | 2010 | —        | —        | —        | —            | 5                                |
| "Evil Boy"                                                       | 2010 | —        | —        | —        | —            | $O$                              |
| "Rich Bitch"                                                     | 2011 | —        | —        | —        | —            | $O$                              |
| "Fok Julle Naaiers"                                              | 2011 | —        | —        | —        | —            | Ten$Ion                          |
| "I Fink U Freeky"                                                | 2012 | —        | —        | —        | —            | Ten$Ion                          |
| "Baby's on Fire"                                                 | 2012 | —        | —        | —        | —            | Ten$Ion                          |
| "Fatty Boom Boom"                                                | 2012 | —        | —        | —        | —            | Ten$Ion                          |
| "XP€N$IV $H1T"                                                   | 2012 | —        | —        | —        | —            | Nem nagylemezes kislemez         |
| "Cookie Thumper!"                                                | 2013 | —        | —        | —        | —            | Donker Mag                       |
| "Pitbull Terrier"                                                | 2014 | —        | —        | —        | —            | Donker Mag                       |
| "Ugly Boy"                                                       | 2014 | —        | —        | 191      | —            | Donker Mag                       |
| "Dazed and Confused" (featuring God)                             | 2016 | —        | —        | —        | —            | Suck on This                     |
| "Bum Bum" (featuring God)                                        | 2016 | —        | —        | —        | —            | Suck on This                     |
| "Gucci Coochie" (featuring Dita Von Teese, The Black Goat + God) | 2016 | —        | —        | —        | —            | Suck on This                     |
| "Gucci Coochie" (featuring Dita Von Teese, The Black Goat + God) | 2016 | —        | —        | —        | —            | Mount Ninji and da Nice Time Kid |
| "Banana Brain"                                                   | 2016 | —        | —        | —        | 30           |                                  |
| "We Have Candy"                                                  | 2016 | —        | —        | —        | —            |                                  |
| "Fat Faded Fuck Face"                                            | 2016 | —        | —        | —        | —            |                                  |
| "Love Drug"                                                      | 2017 | —        | —        | —        | —            | The Book of Zef                  |

### Remixek
| Cím                                                 | Év   | Helyezés | Helyezés | Album        |
| --------------------------------------------------- | ---- | -------- | -------- | ------------ |
| Cím                                                 | Év   | AUT      | UK       | Album        |
| "Pitbull Terrier" (God's Berzerker Trap Remix)      | 2016 | —        | —        | Suck on This |
| "Enter Da Ninja" (The Black Goat Decapitator Remix) | 2016 | —        | —        | Suck on This |

### Egyéb megjelenés
| Cím                                                 | Év   | Lemez        |
| --------------------------------------------------- | ---- | ------------ |
| "Spectacular" (Seymour Bits featuring Die Antwoord) | 2010 | Seymour Bits |
| "Dis Iz Why I'm Hot (Herrschaftized)"               | 2016 | Time & Dust  |

### Zenei videók
| Cím                         | Év   | Rendező(k)                                 |
| --------------------------- | ---- | ------------------------------------------ |
| "Wat Pomp"                  | 2009 | Die Antwoord                               |
| "Enter the Ninja"           | 2010 | Rob Malpage                                |
| "Evil Boy"                  | 2010 | Ninja and Rob Malpage                      |
| "Rich Bitch"                | 2011 | Kobus Holnaaier and Ninja                  |
| "Fok Julle Naaiers"         | 2011 | Ninja and Ross Garrett                     |
| "I Fink U Freeky"           | 2012 | Roger Ballen and Ninja                     |
| "Baby's on Fire"            | 2012 | Ninja and Terence Neale                    |
| "Fatty Boom Boom"           | 2012 | Ninja, Terence Neale and Saki Fokken Bergh |
| "Cookie Thumper!"           | 2013 | Ninja                                      |
| "Pitbull Terrier"           | 2014 | Ninja                                      |
| "Ugly Boy"                  | 2014 | Ninja                                      |
| "Banana Brain"              | 2016 | Ninja and Terence Neale                    |
| "Fat Faded Fuck Face"       | 2016 | Yolandi Visser                             |
| "Love Drug" (dalszöveg)     | 2017 | Ninja and Yolandi Visser                   |
| "Tommy Can't Sleep" (rövid) | 2017 | Yolandi Visser and Roger Ballen            |
| "Alien"                     | 2018 | Ninja                                      |
| "DntTakeMe4aPoes"           | 2019 | Yolandi Visser                             |

## Tagok
- Ninja
- Yolandi Visser
- God (korábban DJ Hi-Tek) [Justin de Nobrega]

## Együttműködők
- The Black Goat (DJ Muggs)
- Roger Ballen
- Jack Black

### Korábbi tagok, koncertek alkalmával
- Vuilgeboost – DJ (2010) Cameryn Clarke